# Thermisches Lichtbogentriebwerk
Das thermische Lichtbogentriebwerk (TLT, englisch arcjet) ist ein elektrischer Raumfahrtantrieb.

## Funktion
Zwischen einer Kathode und einer Anode wird ein Lichtbogen gebildet. Dabei ist die Anode meist als gesamte Düsenkammer bis zum Austritt ausgelegt. Der Ansatz des Lichtbogens wird an ihr mittels eines Kaltgasmantels so weit wie möglich nach hinten verschoben. Dazwischen fließt die Stützmasse, die durch den Lichtbogen stark aufgeheizt wird (ca. 5000 K). Der Schub wird also nur durch den thermischen Effekt der Expansion erzeugt und nicht durch elektrische oder magnetische Felder (im Unterschied zum magnetoplasmadynamischen Antrieb). Arcjet-Triebwerke werden zur Lageregelung von Satelliten eingesetzt. Hierbei verwendet man als Stützmasse typischerweise Ammoniak oder Hydrazin. Bei größeren Triebwerken ist der Einsatz von Wasserstoff geplant, da man damit einen höheren spezifischen Impuls erreichen kann. Die Bezeichnung „Treibstoff“ ist in Verbindung mit elektrischen Triebwerken irreführend, da die eigentliche Antriebsenergie elektrische Energie ist, die beispielsweise von Solarpanelen oder durch einen Kernreaktor geliefert werden kann. Der verfügbare Schub ist im Vergleich zu chemischen Raketentriebwerken gering und liegt typischerweise im Millinewton- bis Newton-Bereich. Dagegen ist die Laufdauer erheblich höher und es wird weniger Stützmasse benötigt.

## Weiterführende Literatur
- Monika Auweter-Kurtz: Lichtbogenantriebe für Weltraumaufgaben. B.G. Teubner, Stuttgart 1992, ISBN 978-3-519-06139-7.